# Patricia Roc
Patricia Roc, pseudonimo di Felicia Miriam Ursula Herold (Londra, 7 giugno 1915 – Locarno, 30 dicembre 2003), è stata un'attrice britannica.

## Biografia
Figlia adottiva di André Riese, un facoltoso agente di cambio olandese naturalizzato britannico, Patricia Roc fu educata nelle più esclusive scuole di Londra e Parigi e nel 1937 si iscrisse alla Royal Academy of Dramatic Art, debuttando sui palcoscenici londinesi nel 1938 con la pièce Nuts in May.
Durante le rappresentazioni, l'attrice venne notata dal regista e produttore cinematografico Alexander Korda, che la scritturò per il ruolo di una principessa polacca nel film The Rebel Son (1938). La Roc divenne in breve tempo una delle stelle degli Studios di J. Arthur Rank, il produttore che controllava all'epoca la Odeon e la Gaumont British, i principali circuiti cinematografici britannici, conquistando grande popolarità con ruoli di rilievo in alcune pellicole di forte intento patriottico prodotte durante la seconda guerra mondiale, come Let the People Sing (1942) con Alastair Sim, We'll Meet Again (1943), Due nella tempesta (1943), in cui lei e Gordon Jackson interpretarono una coppia di innamorati le cui esistenze vengono sconvolte dalle vicende belliche, e Two Thousand Women (1944), ambientato in un campo di internamento e interpretato accanto a Phyllis Calvert, Jean Kent e Flora Robson.
Attrice di notevole bellezza e di intenso temperamento drammatico, la Roc apparve successivamente in alcune produzioni della Gainsborough Picture, compagnia di produzione della Gaumont che, in risposta al desiderio di evasione del pubblico, si stava specializzando in romantici melodrammi in costume imperniati su violente storie di zingari e banditi. In Racconto d'amore (1944), recitò per la prima volta come gelosa rivale di Margaret Lockwood, e l'antagonismo sullo schermo tra le due attrici si ripeté in due film successivi, La bella avventuriera (1945), con James Mason e Michael Rennie, e Jassy la zingara (1947), con Dennis Price. La prima delle due pellicole ebbe delle noie con la censura statunitense a causa dell'audacia della vicenda e della sensualità dei décolleté esibiti in scena dalla Roc e dalla Lockwood.
Nel frattempo, a seguito di un accordo tra la Rank Pictures e la Universal, la Roc si recò negli Stati Uniti per partecipare al film I conquistatori (1946), un western diretto da Jacques Tourneur e imperniato sulle vicende di una cittadina di minatori del West nel 1850, alle prese con le minacce dei pellerossa. La pellicola, interpretata al fianco di Dana Andrews, Susan Hayward e Brian Donlevy, fu l'unica esperienza hollywoodiana per l'attrice, che al termine delle riprese rientrò in patria e proseguì la propria carriera in Europa. Apparirà in un'unica altra produzione statunitense tre anni più tardi, il poliziesco L'uomo della Torre Eiffel (1949), tratto da un romanzo di Georges Simenon e interpretato accanto a Charles Laughton e Burgess Meredith.
Dall'inizio degli anni cinquanta l'attrice lavorò prevalentemente in pellicole poliziesche e in avventure in costume, recitando in Spagna ne Il grande avventuriero (1950), con George Sanders e Herbert Marshall, in Francia in La sconosciuta di Montreal (1950), in Italia nei melodrammi La mia vita è tua (1953), con Achille Togliani, e La vedova X (1955), con Massimo Serato, e ne Le avventure di Cartouche (1955) con Richard Basehart. In seguito partecipò ad alcune serie televisive americane e britanniche, tra cui Simon Templar, nell'episodio The Talented Husband, girato nel 1962, prima del definitivo ritiro dalle scene.

## Vita privata
Dopo un primo matrimonio con il medico canadese Murray Laing, la Roc si risposò nel 1949 con l'operatore cinematografico francese André Thomas, stabilendosi a Parigi. Nel 1952 ebbe una relazione con l'attore britannico Anthony Steel, conosciuto sul set del film Something Money Can't Buy (1952), e da lui ebbe un figlio, Michael. Dopo la morte di André Thomas nel 1956, la Roc si risposò in terze nozze con Walter Reif nel 1962, l'anno in cui abbandonò l'attività artistica. Stabilitasi a Locarno (Svizzera), vi trascorse l'esistenza fino alla morte, avvenuta il 30 dicembre 2003, all'età di ottantotto anni.

## Filmografia

### Cinema
- The Rebel Son, regia di Adrian Brunel e Albert de Courville (1938)
- L'avventura di Lady X (The Divorce of Lady X), regia di Tim Whelan (1938) (non accreditata)
- Ossessione (The Gaunt Stranger), regia di Walter Forde (1938)
- The Mind of Mr. Reeder, regia di Jack Raymond (1939)
- The Missing People, regia di Jack Raymond (1940)
- Pack Up Your Troubles, regia di Oswald Mitchell (1940)
- A Window in London, regia di Herbert Mason (1940)
- Dr. O'Dowd, regia di Herbert Mason (1940)
- Three Silent Men, regia di Thomas Bentley (1940)
- It Happened to One Man, regia di Paul L. Stein (1940)
- The Farmer's Wife, regia di Leslie Arliss e Norman Lee (1941)
- La famiglia di mia moglie (My Wife's Family), regia di Walter C. Mycroft (1941)
- Agguato sul rapido (Suspected Person), regia di Lawrence Huntington (1941)
- Let the People Sing, regia di John Baxter (1942)
- We'll Meet Again, regia di Philip Brandon (1943)
- Due nella tempesta (Millions Like Us), regia di Sidney Gilliat e Frank Launder (1943)
- Two Thousand Women, regia di Frank Launder (1944)
- Racconto d'amore (Love Story), regia di Leslie Arliss (1944)
- La Madonna delle sette lune (Madonna of the Seven Moons), regia di Arthur Crabtree (1945)
- I figli del mare (Johnny Frenchman), regia di Charles Frend (1945)
- La bella avventuriera (The Wicked Lady), regia di Leslie Arliss (1945)
- I conquistatori (Canyon Passage), regia di Jacques Tourneur (1946)
- The Brothers, regia di David MacDonald (1947)
- So Well Remembered, regia di Edward Dmytryk (1947)
- Jassy la zingara (Jassy), regia di Bernard Knowles (1947)
- When the Bough Breaks, regia di Lawrence Huntington (1947)
- One Night with You, regia di Terence Young (1948)
- The Perfect Woman, regia di Bernard Knowles (1949)
- Ritorna la vita (Retour à la vie), regia di André Cayatte e Henri-Georges Clouzot (1949)
- L'uomo della Torre Eiffel (The Man on the Eiffel Tower), regia di Burgess Meredith (1949)
- Il grande avventuriero (Black Jack), regia di Julien Duvivier e José Antonio Nieves Conde (1950)
- La sconosciuta di Montreal (L'inconnue de Montréal), regia di Jean-Devaivre (1950)
- La cortina del silenzio (Circle of Danger), regia di Jacques Tourneur (1951)
- Something Money Can't Buy, regia di Pat Jackson (1952)
- La mia vita è tua, regia di Giuseppe Masini (1953)
- Le avventure di Cartouche, regia di Steve Sekely e Gianni Vernuccio (1955)
- La vedova X, regia di Lewis Milestone (1955)
- The Hypnotist, regia di Montgomery Tully (1957)
- The House in the Woods, regia di Maxwell Munden (1957)
- Le 10 lune di miele di Barbablù (Bluebeard's Ten Honeymoons), regia di W. Lee Wilder (1958)

### Televisione
- The Errol Flynn Theatre – serie TV, episodio 1x17 (1956)
- Il Santo (The Saint) – serie TV, episodio 1x01 (1962)